# Jean-Pierre Ponssard
Jean-Pierre Ponssard est un économiste français, directeur de recherche au CNRS.

## Travaux
Il a été de 2006 à 2009 vice-président recherche du département d'économie de l'École polytechnique, où il était de 2007 à 2011 titulaire de la chaire Business Economics et directeur du laboratoire d'économétrie de 1999 à 2009.
Il est spécialiste de la théorie des organisations, de la stratégie d'entreprise, et de la théorie des jeux.
Ancien élève de l'École polytechnique (X 1966), il obtient en 1971 un PhD de l'université Stanford.
Il a reçu la médaille d'argent du CNRS en 1992, et le prix du Nouvel Économiste en 1993.